# جنیفر مکللان
جنیفر لی مک‌کلن (۲۸ دسامبر ۱۹۷۲) یک سیاستمدار و وکیل آمریکایی است که از سال ۲۰۲۳ به عنوان نماینده ایالات متحده در حوزه چهارم کنگره ویرجینیا خدمت کرده می‌کند. او یکی از اعضای حزب دموکرات است.
مک‌کلن در انتخابات مقدماتی دموکرات‌ها برای فرمانداری ویرجینیا در انتخابات ۲۰۲۱ شرکت کرد و از تری مک آلیف شکست خورد.
مک‌کلن نامزد دموکرات‌ها در انتخابات ویژه ناحیهٔ چهارم کنگرهٔ ویرجینیا در سال ۲۰۲۳ بود، و لئون بنجامین نامزد جمهوری‌خواه را با ۷۴٫۴ درصد آرا شکست داد. او اولین زن سیاه‌پوستی است که از ویرجینیا به کنگره راه پیدا کرده است.